# Зеркальная галерея
Зеркальная галерея (фр. Galerie des Glaces) — самый известный интерьер Большого Версальского дворца. Вместе с исчезнувшей лестницей Послов и дворцовой Капеллы входила в три самых масштабных и впечатляющих интерьера парадной резиденции короля Людовика XIV.

## История создания

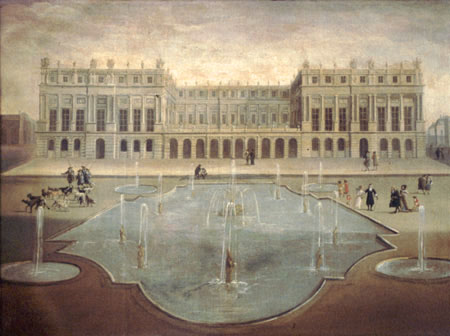
Фасад «Конверта» Версальского дворца до сооружения Большой (Зеркальной) галереи

В 1678 году архитектор Жюль Ардуэн-Мансар приступил к перестройке «Конверта» дворца, созданного Луи Лево. На месте открытой террасы второго этажа устроили Большую галерею (Зеркальной её назовут только в XIX веке). Вместе с фланкирующими её Залом Войны и Залом Мира (оформление последнего будет завершено только при Людовике XV) галерея соединила Большие апартаменты (фр. Grand appartements) короля с покоями королевы, став апофеозом «большого стиля» Людовика XIV. Вместе с тем, сооружение галереи нарушило логику «Апартаментов Планет» (название группы залов Больших апартаментов): при её создании были уничтожены салоны Юпитера, Сатурна и Венеры, располагавшиеся в левом ризалите «Конверта». (Салон Венеры позднее воссоздан в начале анфилады, у Лестницы Послов).

## Архитектура
При оформлении пространства нового интерьера Ардуэн-Мансар исходил из композиции созданной им ранее галереи замка Кланьи, а также Галереи Аполлона, созданной Луи Лево и Шарлем Лебреном в Лувре. Схема завершения галереи квадратными залами с открытыми проходными арками, использовалась в Сен-Клу, резиденции герцога Филиппа Орлеанского.
Галерея имеет длину 73 метра, ширину 10,5 и высоту до замка свода 12,3 метра. Росписи сводов, лепной декор и идея оформления противоположной от окон стены зеркалами принадлежат первому живописцу короля Шарлю Лебрену. Заканчивал оформление Ардуэн-Мансар.
Сюжеты росписей, как и в Лувре, предполагалось посвятить богу Солнца Аполлону (олицетворение Короля-Солнце Людовика XIV), или Геркулесу, как в отеле Ламбер в Париже. Но после заключения мира в Нимвегене, ставшего апофеозом правления Людовика XIV, Шарль Лебрен за два дня набросал эскизы Истории короля. По его же эскизам выполнили капители пилястр в национальном «французском» ордере (который на самом деле является модифицированным коринфским) с fleur-de-lys и галльскими петухами в декоре.
Правление всесильного министра короля Ж.-Б. Кольбера было ознаменовано эффективными торговыми и производственными мерами. В 1662 году была реформирована Мануфактура Гобеленов, а в 1665 году основана Королевская мануфактура стёкол и зеркал (Manufacture royale de glaces de miroirs) в предместье Сен-Антуан в Париже. Венецианские зеркала были очень дорогими и в 1672 году последовал указ о запрете ввоза во Францию венецианского стекла, люстр и зеркал. Ранее считалось, что для оформления стен в Зеркальной галерее Версаля были использованы зеркала из Венеции, но реставрационные работы 1998—2002 годов подтвердили их французское происхождение.
Зеркальная галерея в художественном отношении представляет собой один из самых ярких примеров «большого стиля» Людовика XIV — соединение элементов классицизма и барокко. Однако если в наружном оформлении дворца преобладают классицистические черты, то в оформлении интерьера доминирует стиль барокко: овальные медальоны и картуши, пышные лепные гирлянды, сдвоенные пилястры. В позолоченные бронзовые капители вмонтированы маски Аполлона-Гелиоса с расходящимися солнечными лучами — эмблема «Короля-Солнце». Солнечный свет проникает из семнадцати высоких арочных окон и отражаются в расположенных на противоположной стене таких же арочных зеркалах (набранных из отдельных секций). Над сложнопрофилированным карнизом располагается цилиндрический свод, украшенный рельефами и росписями. Под руководством Ш. Лебрена над оформлением галереи трудились лепщики, резчики, позолотчики Королевской мануфактуры меблировки.
Двадцать посеребрённых бронзовых люстр с хрустальными подвесками воспроизводят праздничные иллюминации, которые проходили в галерее в XVII веке. В галерею переносили по торжественным случаям из Салона Аполлона большой трон короля из литого серебра работы мастера Ф. Каффиери Старшего, там же находилась серебряная мебель, алебастровые столы и вазы в бронзовых монтировках, табуреты и торшеры из серебра, между окон на серебряных столах имелись восьмирожковые серебряные канделябры с изображением подвигов Геркулеса, что являлось отражением начального замысла оформления галереи. Украшали галерею и апельсиновые деревья, высаженные в серебряные кашпо. Окна обрамляли шторы из синего, шитого золотом шелка. Пол застилали огромные ковры производства Мануфактуры Савоннери.
Почти все серебряные изделия отдали в переплавку после первого «Указа против роскоши» 1689 года, изданного ради покрытия военных расходов (указ был повторен в 1700 году). Часть убранства была воссоздана. Двадцать четыре торшера из позолоченой бронзы заново отлиты по моделям, хранящимся в музее Версаля. Однако, несмотря на всё великолепие, интерьеры Версаля являются лишь бледной тенью их былой славы.

## Исторические события

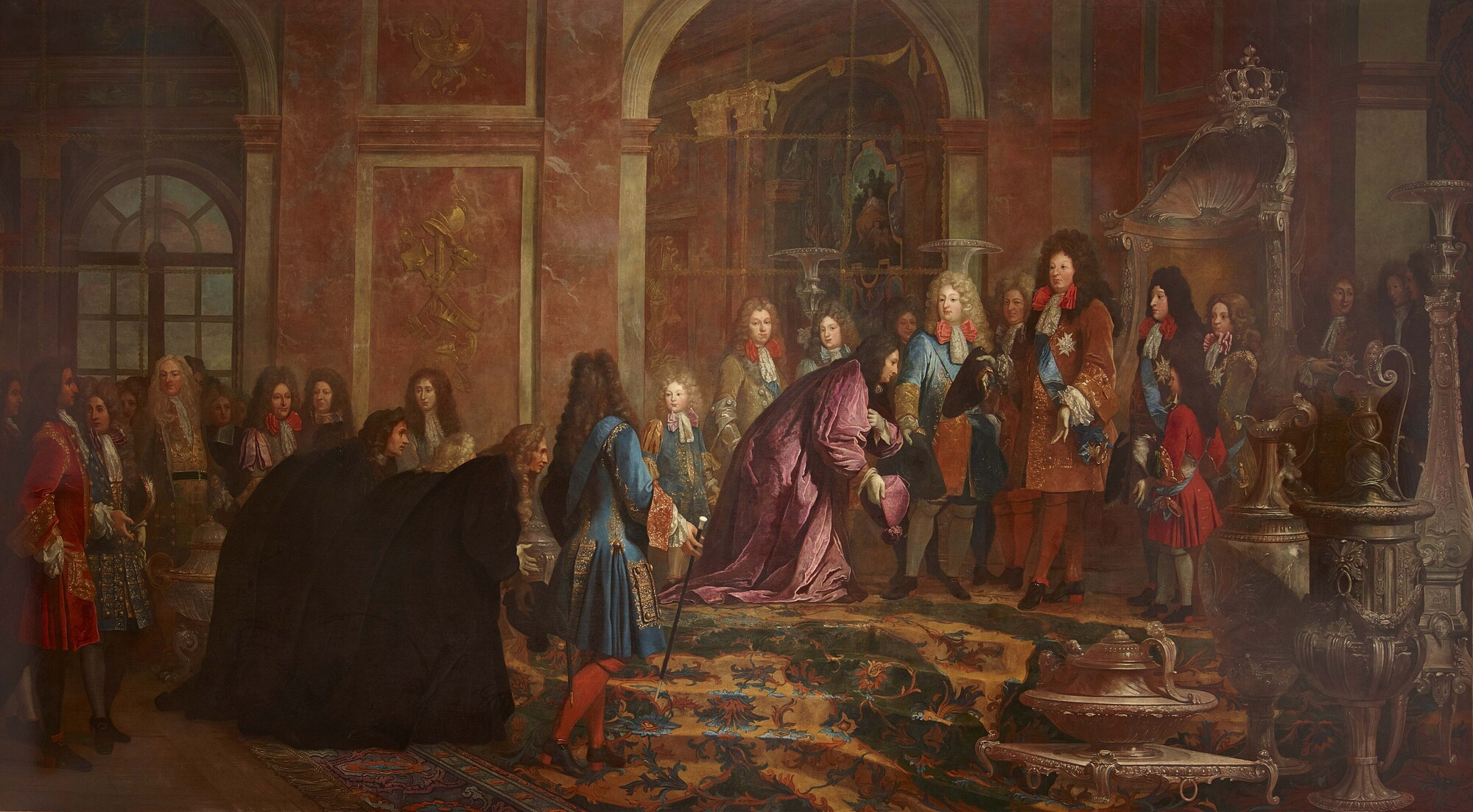
К. Алле. Аудиенция, данная Людовиком XIV Генуэзскому дожу 15 мая 1685 г.

15 мая 1685 г. в только что завершенной Большой (Зеркальной) галерее король принимает представителей дожа Генуи, вынужденных после десятидневной бомбардировки города французами принести ему публичные извинения за строительство четырёх галер для Испании. Это событие запечатлел на своей картине Клод Галле. На полотне можно также увидеть часть серебряной обстановки, в том числе и серебряный трон высотой 2 м 60 см, созданный для салона Аполлона мастером Филиппом Каффиери Старшим.
В обычные дни галерея служила переходом, по которому ежедневно король с семьёй направлялся в сторону Больших апартаментов на мессу в дворцовую Часовню. В это время происходила любопытная церемония: придворные, столпившиеся в галерее, по очереди произносили «Сир, Марли?», надеясь получить приглашение от государя в Марли-ле-Руа, что считалось знаком монаршей милости. Иногда, в особых случаях зал использовался для проведения торжеств: в 1686 г. здесь состоялся приём Послов Сиама; в декабре 1697 г. в галерее происходило бракосочетание герцога Бургундского с Марией-Аделаидой Савойской.
19 февраля 1715 г. Людовик XIV дал торжественную аудиенцию послу Персии Мохаммеду Реза-Бегу, который подписал невыгодный для своей страны торговый договор. Это был последний приём короля, скончавшегося 1 сентября 1715 г..

25 февраля 1745 г. на Бале Тисовых деревьев, проходившем в Зеркальной галерее, Людовик XV, одетый в костюм тиса, случайно встретил Жанну-Антуанетту Пуассон в образе Дианы. 

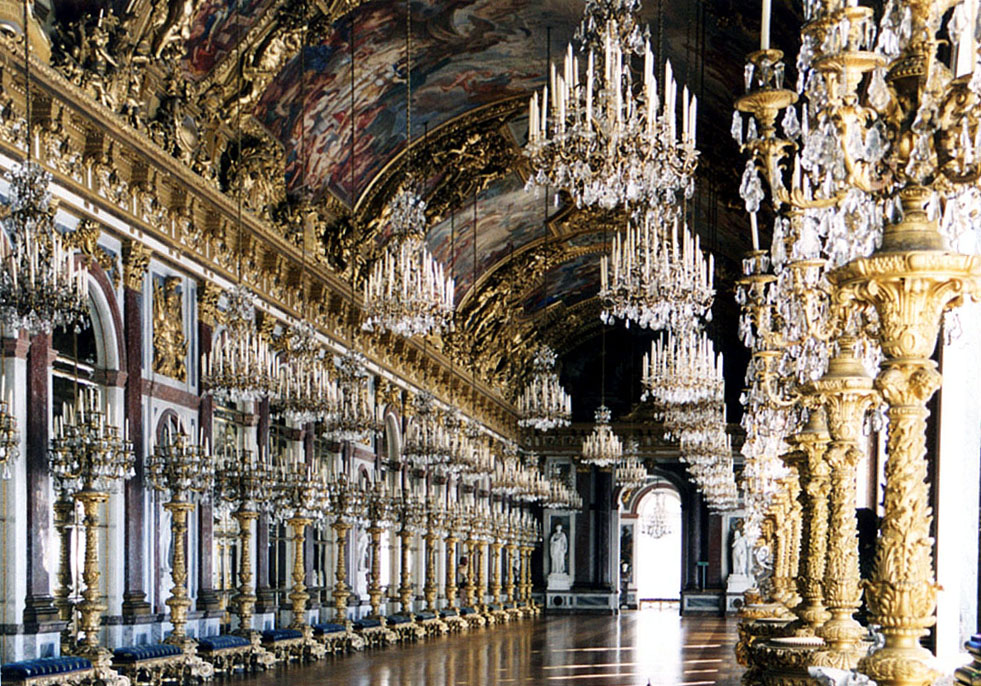
Зеркальная галерея в Херренкимзее

В мае 1770 г. здесь устроили бал-маскарад по случаю свадьбы Дофина и австрийской принцессы.
15 августа 1785 г. гвардейцы арестовали в галерее кардинала де Рогана, когда он шел служить мессу.
18 января 1871 г. Вильгельм I был провозглашён германским императором в Зеркальной галерее Версальского дворца.
Здесь же 28 июня 1919 г. подписан Версальский мирный договор, положивший конец Первой мировой войне.

## Любопытные факты
Зеркальная галерея стала образцом для многих подобных галерей европейских дворцов.
В каждом из трёх построенных Бартоломео Франческо Растрелли Зимних дворцов была предусмотрена светлая галерея для придворных куртагов с зеркалами напротив окон.
После посещения графом и графиней Северными Версаля в Павловском дворце появились залы Войны и Мира, соединённые открытыми арками с Греческим залом, от которых, как и в Версале, начинаются Северная (мужская) и Южная (женская) анфилады.
Самое известное подражание Зеркальной галерее Версаля, и самое близкое к оригиналу, существует в замке Людвига II Херренкимзее. Кстати, баварцы гордятся тем, что их Зеркальная галерея длиннее французской — размеры её 100 м × 15 м.

## Галерея в культуре
- Съёмки фильма Софии Коппола «Мария-Антуанетта» проходили в Версальском дворце, в том числе и в Зеркальной галерее. Время съёмок выбирали так, чтобы Версаль оставался открытым и для посещения туристов.
- В постапокалиптическом фильме «Жизнь после людей» Зеркальная галерея разрушается спустя 50 лет после ухода людей.